# Callumbonella gorgonarum
Callumbonella gorgonarum är en snäckart som först beskrevs av Fischer 1883. Callumbonella gorgonarum ingår i släktet Callumbonella, och familjen pärlemorsnäckor. Inga underarter finns listade i Catalogue of Life.